# 댄스 베이비 댄스
댄스 베이비 댄스(Jhoom Barabar Jhoom, Dance Baby Dance)는 인도에서 제작된 쉐아드 알리 감독의 2007년 코미디, 드라마, 뮤지컬, 멜로/로맨스 영화이다. 아비쉑 밧찬 등이 주연으로 출연하였고 아딧야 초프라 등이 제작에 참여하였다.

## 출연

### 주연
- 아비쉑 밧찬
- 쁘리티 진따

### 조연
- 라라 두타
- 바비 데올
- 아밋 차나
- 아미타브 밧찬
- 만지트 싱

## 제작진
- 배역: 길리 풀